# Catch-22 (Dilemma)
Catch-22, auch (klassische) Catch-22-Situation, ist ein geflügeltes Wort im englischen Sprachraum. Es beschreibt eine Zwickmühle – im Original auch manchmal beschrieben als Dilemma, aus dem ein Individuum wegen widersprüchlicher Regeln nicht entkommen kann.
Der Begriff wurde 1961 vom US-Autor Joseph Heller geprägt und ist gleichzeitig Titel seines Buches Catch-22 sowie dessen Verfilmung Catch-22 – Der böse Trick.

## Herkunft und Bedeutung

### Buch
Das Buch Catch-22 beschreibt eine Situation, in der Geisteskranke vom Kriegsdienst freigestellt werden. Ein Antrag auf Freistellung wird aber als Zeichen offensichtlicher geistiger Gesundheit gesehen, weil Angst vor dem Kriegsdienst normal ist. Logischer Schluss: Ein Aussteigen ist nicht möglich.
Im Laufe des Romans erscheinen verschiedene Formulierungen von „Catch-22“. Das Wort wird auf verschiedene Schlupflöcher und Macken des Militärsystems angewendet, immer mit der Implikation, dass Regeln unzugänglich und gegen diejenigen gerichtet sind, die in der Hierarchie niedriger stehen. So erfährt der Held, Catch-22 verpflichte ihn zum Gehorsam zu seinem Kommandanten, auch wenn dessen Befehle denen des Offiziers widersprechen.

### Allgemeines Beispiel
„Wie soll ich Erfahrungen für einen Job sammeln, wenn ich ständig wegen mangelnder Erfahrung für diesen Job abgelehnt werde!?“

### Bedeutung der Zahl „22“
Ursprünglich wollte Heller die Phrase, und damit den Titel seines Buchs, durch andere Zahlen ausdrücken, aber sein Verleger und er einigten sich schließlich auf „22“. Ausschlaggebend hierfür war wohl die Euphonie der Zahl und hat sonst keine weitere Bedeutung. Anfänglich arbeitete Heller noch mit dem Titel Catch-18, verwarf diesen aber, nachdem kurz zuvor die Novelle Mila 18 von Leon Uris erschienen war.

## Logik
Die archetypische Catch-22-Situation, wie von Heller formuliert, beinhaltet den Fall von Captain John Yossarian, einem Navigator der United States Army Air Forces, der aus dem Kampfeinsatz entlassen werden möchte. Dies geschieht nur, wenn er vom Fliegerarzt des Geschwaders begutachtet wird und als „untauglich zum Fliegen“ befunden wird. „Untauglich“ wäre jedes Besatzungsmitglied, das bereit ist, solche gefährlichen Missionen zu fliegen, da man ja schon „verrückt sein müsse“, um sich für einen möglichen Tod freiwillig zu melden (Himmelfahrtskommando, Kamikaze). Um begutachtet zu werden, muss das Besatzungsmitglied allerdings zuvor einen Antrag auf Begutachtung stellen – eine Handlung, die als hinreichender Beweis für die Anerkennung als „tauglich“ gilt. Diese Bedingungen machen es unmöglich, als „untauglich“ eingestuft zu werden.
Der Catch-22 ist, dass „jeder, der aus der Kampfpflicht herauskommen will, nicht wirklich verrückt ist“. Daher müssen Piloten, die eine Bewertung der geistigen Fitness beantragen, gesund sein und daher im Kampf fliegen. Wenn andererseits aber eine Begutachtung vom Piloten nicht angefordert wird, wird er niemals eine erhalten und kann somit niemals als verrückt eingestuft werden, was bedeutet, dass er im Kampf fliegen muss.
Daher sorgt ein Catch-22 dafür, dass kein Pilot auf eigenen Antrag jemals entlassen werden kann, auch wenn er tatsächlich untauglich zum Fliegen ist.

## Rezeption
Der Philosoph Laurence Goldstein argumentiert, dass das „Flieger-Dilemma“ logisch nicht einmal eine Bedingung ist, die unter keinen Umständen wahr ist. Es ist „sinnlos bikonditional“ und letztendlich bedeutungslos. Goldstein schreibt:

„Das Dilemma ist: Was aussieht wie eine Aussage über die Bedingungen, unter denen ein Flieger entschuldigt werden kann, um gefährliche Missionen zu fliegen, reduziert sich nicht auf die Aussage.“

(I) Ein Flieger kann entschuldigt werden, gefährliche Missionen zu fliegen, wenn und nur wenn inhaltlich, wobei der Inhalt ein Widerspruch an sich ist (was eine gemeine Art sein könnte, eine unangenehme Wahrheit zu verschleiern), nur eine wertlose, leere Aussage ist.
(II) Ein Flieger kann entschuldigt werden, gefährliche Missionen zu fliegen, wenn und nur wenn es nicht der Fall ist, dass er entschuldigt werden kann, gefährliche Missionen zu fliegen.
Wenn es ein Dilemma (I) wäre, wäre das nicht so schlimm – ein Flieger würde zumindest feststellen können, dass er unter keinen Umständen die Kampfhandlungen vermeiden könnte. Aber Catch-22 ist schlimmer – eine Flut von Worten, die nichts bedeuten. Es ist ohne Inhalt, es vermittelt überhaupt keine Information.
Der österreichisch-amerikanische Kommunikationswissenschaftler, Psychotherapeut, Soziologe und Philosoph Paul Watzlawick schreibt: „Zugegeben, das Beispiel ist fiktiv, und es gibt den Catch-22 in der amerikanischen Luftwaffe nicht. Es handelt sich um eine Art Karikatur militärischer Logik, doch wie bei jeder guten Karikatur wird der Kern der Sache getroffen: Die Wirklichkeit des Kriegs oder jede andere, auf totalitärer Gewalt beruhende Wirklichkeit ist von einem Wahnwitz, dem sich niemand entziehen kann, und in dieser Wirklichkeit wird Normalität zum Ausdruck von Wahn oder Heimtücke umgedeutet.“